# Penelope Thwaites
Penelope Mary Thwaites AM (* 18. April 1944 in Chester/Cheshire, England) ist eine australische Pianistin und Komponistin.

## Leben
Thwaites wurde als Tochter australischer Eltern 1944 in Chester geboren und kam mit ihrer Familie 1947 nach Melbourne. Sie besuchte die Girls Grammar School der Tintern Church of England und erhielt an der Melbourne University 1966 den Bachelorabschluss mit Auszeichnung im Fach Musik. Nachdem sie einige Zeit als musikalische Leiterin und Komponistin am Theater gearbeitet hatte, setzte sie ihre musikalische Ausbildung in London im Fach Orchestration bei William Reed und im Fach Klavier bei dem Giesekingschüler Albert Ferber fort.
Nach ihrem Debüt in der Wigmore Hall 1974 unternahm sie internationale Konzertreisen, bei denen sie häufig auch Werke australischer Komponisten wie Malcolm Williamson, Margaret Sutherland, Arthur Benjamin, Peggy Glanville-Hicks, Jennifer Fowler, Alison Bauld und David Worrall aufführte. 1980 erschien ihre LP Australian Piano Music. Ihr besonderes Interesse gilt dem aus Melbourne stammenden Percy Grainger, von dem sie mehr als 250 Werke aufnahm. Sie gab Vorlesungen und produzierte Hörfunksendungen über den Komponisten, gab die Publikation The New Percy Grainger Companion heraus und leitete zwei große Grainger-Festivals (1998 und 2011) in London. Um die Kenntnis über australische Kompositionen zu fördern, gründete und leitete sie die Performing Australian Music Competition, die 2001 und 2008 in London stattfand.
Mit dem Geiger Dima Tkachenko und der Cellistin Marie Macleod bildete Thwaites ein Klaviertrio, das 2007 in der Wigmore Hall debütierte. Mit ihrem Klavierduo-Partner John Lavender spielte sie neben Uraufführungen von Werken australischer Komponisten eine neue Version von Modest Mussorgskis Klavierzyklus Bilder einer Ausstellung.  2011 trat sie beim City of London Festival und bei der 10. Australasian Piano Pedagogy Conference aus und gab Recitals in Melbourne und Perth. In den Jahren 2011–12 unternahm sie Tourneen durch Japan, Dänemark und Großbritannien und trat am Melbourne Recital Centre und zum 100. Jahrestag der Gründung Canberras auf.
Neben Liedern komponierte Thwaites u. a. Instrumentalwerke und Schauspielmusiken. Ihr Musical Ride! Ride! wurde am Westminster Theatre uraufgeführt, tourte dann durch Großbritannien und wurde auch im Ausland mehr als vierzig Mal produziert. 1991 erhielt sie die International Grainger Society’s Medallion, 2001 wurde sie als Member des Order of Australia geehrt.